# دستور ساختار
دستور زبان ساختار یا دستور زبان ترکیب (به انگلیسی: Construction grammar) با کوته‌نوشت CxG در زبان‌شناسی، یک خانواده از نظریه‌ها در زمینه زبان‌شناسی شناختی و زبان‌شناسی تکاملی است. این دستور زبان فرض می‌کند که زبان انسان‌ها از ساختار (به انگلیسی: constructions) تشکیل شده‌است، ساختار جفت‌های یادگرفته شده از «شکل (فرم)های زبانی» همراه با «توابع یا معانی» آن هستند. «ساختارها» متناظر با «تکثیرکننده‌ها» یا «میم‌ها» در میم‌شناسی و دیگر نظریه‌های تکثیر کنندهٔ فرهنگی است.
ساختارها می‌توانند واژه‌های منفرد (اسب، پرتقال)، تکواژ (ام، ترین)، عبارت‌های ثابت و اصطلاحات عامیانه (روز خوش، قدم شما روی چشم) و نیز قواعد دستوری انتزاعی مثل وجه مجهول (گربه را ماشین زد) یا وجه دوگذرا (مریم به علی توپ را تحویل داد) باشند. مادامیکه بخشی از ویژگی‌های حالت یا معنای «الگوی زبانی(linguistic pattern)» را نتوان توسط بخش‌های تشکیل دهنده آن ساختار پیش‌بینی کرد، یا نتوان توسط ساختارهای دیگری که وجودشان تشخیص داده شده‌است، آن ویژگی را پیش‌بینی کرد، هر «الگوی زبانی» را می‌توان یک «ساختار» تصور کرد. در دستور ساختار، هر «سخن» به صورت ترکیبی ار چندین «ساختار» مختلف درک می‌شود، و این ساختارها با همدیگر، «معنا» و «فرم (شکل)» دقیق آن سخن را تعیین می‌کنند.
یکی از متمایزکننده‌ترین ویژگی‌های CxG، استفاده این دستور از عبارت‌های چند واژه‌ای، و الگوهای عبارتی به عنوان «قطعات سازنده» تحلیل نحوی است. برای مثال ساختار «همبستگی شرطی» (Correlative Conditional) در ضرب‌المثل «هرچه سنگین‌تر باشد، بدتر شکست می‌خورد(The bigger they come, the harder they fall.)» وجود دارد. دستورشناسان ساختاری تذکر می‌دهند که این جمله فقط یک عبارت ثابت نیست؛ «همبستگی شرطی» یک الگوی عمومی است (The Xer, the Ye)، که در این الگو شیار(slot)هایی وجود دارد، که قابل پرکردن با تقریباً هر عبارت مقایسه ای می‌باشد (مثلاً The more you think about it, the less you understand). مدافعان CxG گفته‌اند که این نوع الگوهای ویژه معمول‌تر از آنچه که ما می‌دانیم، هستند، و این «الگوها» به صورت ساختارهای «چند واژه ای و نیمه تکمیل شده» شناخته می‌شود.
دستور ساختار این ایده را که بین واحد واژگانی (که اختیاری و خاص است)، و قواعد دستوری (که معمولاً کاملاً عمومی است) تفاوت جدی‌ای وجود دارد، را رد می‌کند. در عوض، CxG فرض می‌کند که «الگوهای زبانی» در هر سطح عمومی و اختصاصی وجود دارد: از واژه‌های منفرد، تا ساختارهای نیمه تمام (مثل drive X crazy)، تا قواعد کاملاً انتزاعی (مثل وارونه‌سازی فاعل–فعل کمکی). همهٔ این «الگوها» به صورت «ساختار» شناسایی می‌شوند.
در تعارض با نظریه‌هایی که یک «دستور جهانی و ذاتی» را برای همه زبان‌ها به عنوان یک فرض در نظر می‌گیرند، «دستور ساختار» فرض می‌کند که سخن‌گویان به یک زبان، هر وقت در معرض این ساختارها قرار بگیرند، به صورت استقرایی ساختارهای آن زبان را، به کمک فرایندهای شناختی عمومی، یادمی‌گیرند. استدلال شده‌است که در مورد کودکان همین موضوع رخ می‌دهد یعنی کودکان هر سخنی را که می‌شنوند، به دقت به آن توجه می‌کنند، و به صورت تدریجی بر اساس سخن‌هایی که شنیده‌اند، آن‌ها را عمومی سازی می‌کنند. به دلیل آنکه ساختارها یادگرفته می‌شوند، انتظار می‌رود که در بین زبان‌های مختلف به صورت قابل توجهی متنوع و متفاوت باشند.

## واژه‌نامه
1. ↑  در منابع کهنه واژۀ «ترکیب» برابر با «construction» استفاده می‌شده است، به‌عنوان مثال «ترکیب اضافی» برابر با «Genitive construction» بوده است.